# Théâtre Monsigny
Le théâtre Monsigny, qui doit son nom au compositeur Pierre-Alexandre Monsigny, est un théâtre municipal, dit « à l'italienne », et une salle de spectacle située rue Monsigny à Boulogne-sur-Mer, dans le Pas-de-Calais.

## Historique

### Première salle de spectacle de la ville
La première salle de spectacle de Boulogne, la Comédie, ouvre ses portes dans l'actuelle rue de l'Ancienne-Comédie en 1772, à l'initiative de Philippe Baret. Elle possédait une capacité de 500 personnes et accueillait des bals, des banquets, des concerts, des opéras-comiques, des tragédies et des spectacles de prestidigitation.

### Débuts du théâtre Monsigny
En 1823, la municipalité s'engage dans la construction d'un véritable théâtre, plus vaste et plus confortable, bâti par Éloi Labarre, architecte de la colonne de la Grande Armée, entre 1825 et 1827 sur le site de l'ancien couvent des Cordeliers. Il doit son nom au compositeur Pierre-Alexandre Monsigny. Ce théâtre est détruit dans un incendie en 1854.

### Reconstruction du théâtre
Il est nécessaire pour la ville, très dynamique à l'époque, de reconstruire ce théâtre. Une salle provisoire est installée place Navarin en attendant sa reconstruction.
La ville confie à son architecte municipal, Albert Debayser, le soin de réaliser ce nouveau théâtre au même emplacement que le bâtiment détruit. Il donne à la nouvelle salle, outre une acoustique remarquable, de sérieuses garanties de sécurité. 
Le théâtre Monsigny est ainsi inauguré le 2 juin 1860 dans le centre-ville de Boulogne et permet la représentation d'opérettes, de comédies musicales, d'opéras et de comédies. Il pouvait accueillir 1 042 personnes.
Le 15 juillet 1883, Sarah Bernhardt monte sur la scène du théâtre pour une représentation unique de Fédora, une pièce de Victorien Sardou,.

### Plusieurs rénovations

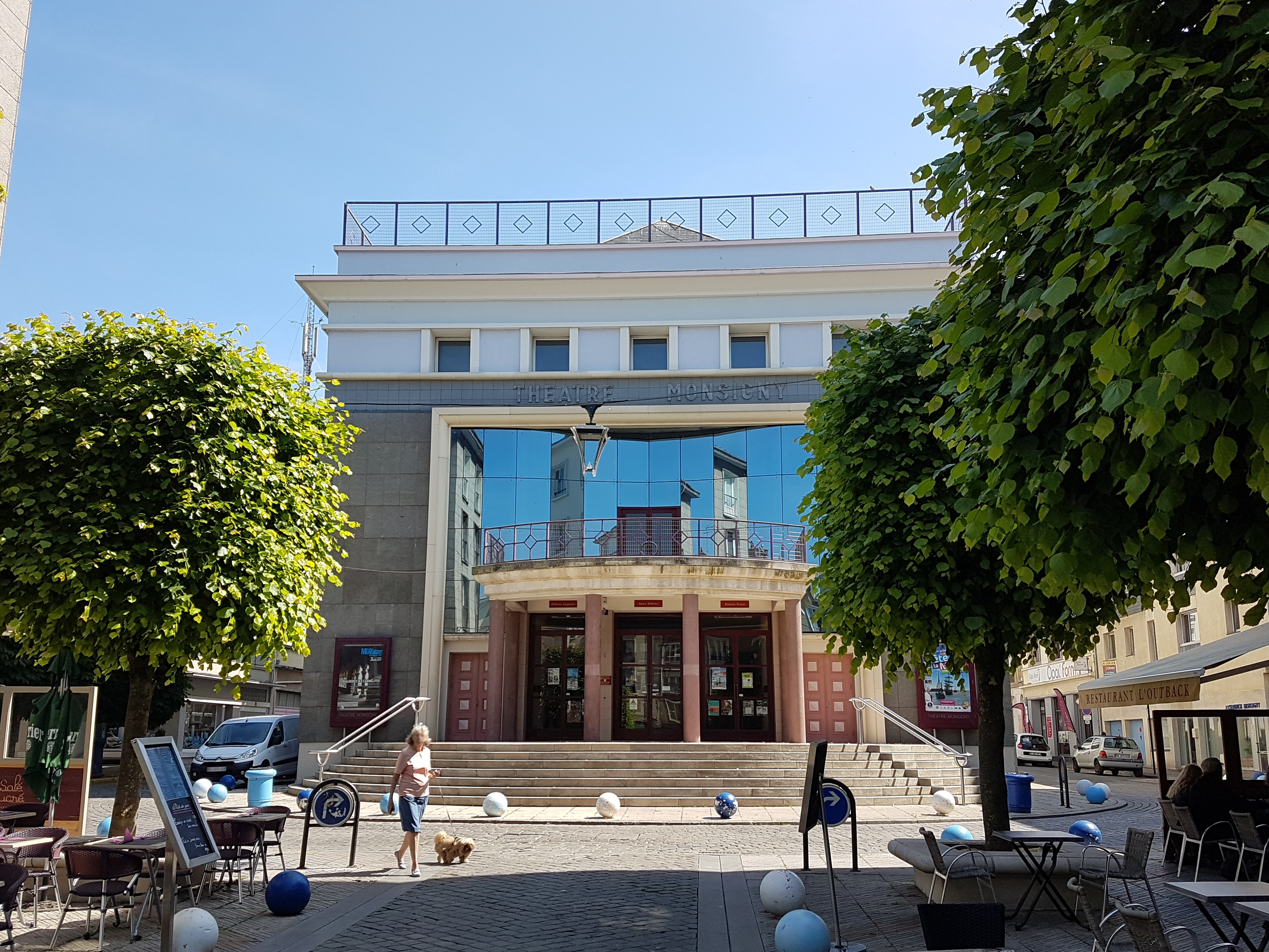
Façade du théâtre avant sa rénovation de 2021.

Le théâtre connaît plusieurs rénovations depuis sa construction. La façade, endommagée par les bombardements de la seconde Guerre mondiale, est rénovée en 1955 par l'architecte Marcel Bonhomme, puis de nouveau rénovée en 1992,. 
L'intérieur connaît plusieurs restructurations visant à rendre le théâtre plus confortable et plus sécurisé (comme dans de nombreux théâtres français, ces rénovations successives ont néanmoins fait diminuer sa capacité). La précédente date de fin 2012, elle concerne la réfection du deuxième balcon et a coûté 648 000 €.
En 1964, un incendie entraîne la perte du plafond originel orné de six grandes figures peintes représentant la Tragédie, la Comédie, le Drame, la Musique, la Peinture et la Danse enchâssées dans une ornementation en relief.
Après la rénovation et la mise aux normes de 2012, elle peut accueillir 737 personnes (contre 772 auparavant).
En 2021, le théâtre ferme pour un grand programme de rénovation extérieure, avec une nouvelle façade, et de rénovation intérieure, avec le déplacement de la billetterie qui laisse place à un grand hall, le remplacement de l'ensemble des fauteuils pour améliorer le confort du public (la jauge passant ainsi à 502 places dont 198 pour le parterre), la création de coursives extérieures, la restructuration des circulations et des gradins et avec la mise aux normes pour les personnes à mobilité réduite. Au-dessus du foyer est créée une salle de répétition baptisée « le studio ». Le cabinet d'architecture chargé du projet est « Construire » de Paris, en collaboration avec le cabinet boulonnais « Simon & Capucine ». L'inauguration du théâtre rénové se tient le 3 février 2023 en présence de l'actrice Julie Gayet,.

## Caractéristiques actuelles
La salle est un théâtre dit « à l'italienne ». Elle forme un demi-cercle sur cinq niveaux. Les couleurs intérieures sont dans les tons rouges et or. 
Sa programmation est variée : elle accueille des artistes de renommée internationale, mais aussi des troupes locales, théâtrales et lyriques. 
Même s'il ne s'agit pas de la plus grande salle de spectacle de Boulogne-sur-Mer, elle reste aujourd'hui un bâtiment symbolique de la ville. Sa capacité est de 502 places.

## Pour approfondir